# 富平辰文
富平 辰文（とみひら たつふみ、男性、1976年2月9日 - ）は、日本の空手家・元キックボクサーで、現在は企業家。

## 人物
愛知県名古屋市出身。
元々新極真会所属だったが、現在は形の上では正道会館所属。「JAPANのド根性野郎」「ミスター闘争本能」などの異名を持つ。武蔵以上の逸材と言われ、期待され続けていたが、他のJAPAN勢同様あまり結果が出せていなかった。しかし、ピーター・ボンドラチェック、セルゲイ・グールと言ったK-1世界地区予選の優勝者クラスの外国人強豪から勝利を収めており、JAPAN勢としては世界と戦える稀有なヘビー級選手ではあった。
誰が相手でも勇猛果敢に挑むファイトスタイルで人気を博し、2011年に現役を引退した。
谷川貞治が、「日本人ファイターは外国人トップファイターと対戦すると臆するところがある。しかし、冨平選手はそんなことはない」（2003年のレイ・セフォー戦にて）と述べている通り、試合時のメンタル面での強さが最大の武器であった。
その証拠に、キャリア初期にして既にロイド・ヴァン・ダムやミルコ・クロコップと言った強豪選手と戦っており、負けはしたものの、ヴァン・ダムを後退させるラッシュを見せ、実況中の石井館長を「打ち負けてませんよ。打ち負けてませんよ。入ってますよ！」と興奮させ、同じく実況中の谷川貞治を「ヴァン・ダムを後ろに下げたのは凄いですよ」と驚かせた。また、劣勢の中、打ってこいとミルコを挑発するなどファイターとしての意地も存分に見せつけた。レイ・セフォーが相手でも一瞬グラつかせるなどの見せ場を作り５Ｒ戦い抜いている。2004年のJAPAN GP一回戦ではそれまで日本人が誰も勝てなかったマイク・ベルナルドに唯一勝利を納めている(1RKO勝利)

## 来歴
2000年5月28日、K-1初参戦。JAPAN GPの1回戦で武蔵に判定負け。
2004年6月29日、K-1 BEAST 2004 in SHIZUOKAにて、マイク・ベルナルドに1RKO勝ち。
2005年6月14日、K-1 WORLD GP 2005 in HIROSHIMAでは1回戦で天田ヒロミに判定勝ち、準決勝で藤本祐介にKO勝ちしたものの、決勝ではボブ・サップに判定負け。
2007年4月28日、K-1 WORLD GP 2007 in HAWAIIで行われたUSA GP 1回戦でアレキサンダー・ピチュクノフと対戦し、3R左ストレートでKO負け。
2007年8月11日、HEAT初参戦となったHEAT 4でビッグ・モーとHEATキックルールで対戦、判定勝ち。
2007年11月25日、HEAT 5でアレックス・ロバーツとHEATキックルールで対戦。1Rに左フックでダウンを奪うも、2Rに連打を浴びスタンディングダウンを奪われ、判定負け。
2008年7月13日、K-1 WORLD GP 2008 IN TAIPEIでルスラン・カラエフと対戦し、3RKO負け。
2008年12月14日、HEAT 8のHEATキックルールヘビー級トーナメント1回戦でプリンス・アリと対戦予定であったが、11月、左脚アキレス腱断裂で全治6か月となり、欠場となった。
2009年4月5日、結婚式を挙げた。
2009年11月1日、1年3か月ぶりの復帰戦となったHEAT 12で田中STRIKE雄基と対戦し、KO勝ち。同大会には弟・忠将も出場し、初の兄弟出場となった。
2010年7月18日のHEAT 14でHEATキックルール ヘビー級タイトルマッチで天田ヒロミに挑戦予定であったが、自身の眼窩底骨折により欠場。
2011年、現役を引退。

## 戦績
| キックボクシング 戦績 | キックボクシング 戦績 | キックボクシング 戦績 | キックボクシング 戦績 | キックボクシング 戦績 | キックボクシング 戦績 | キックボクシング 戦績 |
| --------------------- | --------------------- | --------------------- | --------------------- | --------------------- | --------------------- | --------------------- |
| 35 試合               | (T)KO                 | 判定                  | その他                | 引き分け              | 無効試合              |                       |
| 18 勝                 | 10                    |                       |                       | 0                     | 0                     |                       |
| 17 敗                 |                       |                       |                       | 0                     | 0                     |                       |

| 勝敗 | 対戦相手                       | 試合結果                              | 大会名                                                                             | 開催年月日     |
| ○    | ムーン・ボーラム               | 3R+延長R終了 判定3-0                  | HEAT 13                                                                            | 2010年3月14日  |
| ○    | 田中STRIKE雄基                 | 1R 1:53 KO（3ノックダウン）           | HEAT 12                                                                            | 2009年11月1日  |
| ×    | ルスラン・カラエフ             | 3R 2:20 KO（2ノックダウン：左フック） | K-1 WORLD GP 2008 IN TAIPEI 【ASIA GP 1回戦】                                      | 2008年7月13日  |
| ○    | イ・ヨセプ                     | 2R 0:19 KO                            | HEAT 6 【HEATキックルール（肘無し）】                                              | 2008年3月30日  |
| ×    | アレックス・ロバーツ           | 3R終了 判定0-3                        | HEAT 5                                                                             | 2007年11月25日 |
| ○    | ビッグ・モー                   | 3分3R終了 判定3-0                     | HEAT 4                                                                             | 2007年8月11日  |
| ×    | アレキサンダー・ピチュクノフ   | 3R 1:00 KO（左ストレート）            | K-1 WORLD GP 2007 in HAWAII 【USA GP 1回戦】                                       | 2007年4月28日  |
| ○    | セルゲイ・グール               | 延長R終了 判定                        | K-1 FIGHTING NETWORK in LATVIA                                                     | 2006年11月4日  |
| ×    | ポール・スロウィンスキー       | 3R終了 判定0-3                        | K-1 REVENGE 2006 K-1 WORLD GP 2006 in SAPPORO 〜アンディ・フグ七回忌追悼イベント〜 | 2006年7月30日  |
| ×    | メルヴィン・マヌーフ           | 1R 2:10 KO（右フック）                | K-1 WORLD GP 2006 in AMSTERDAM 【EUROPE GP 1回戦】                                 | 2006年5月13日  |
| ×    | スコット・ライティ             | 1R 1:23 KO（右ハイキック）            | K-1 WORLD GP 2005 in LAS VEGAS II 【世界最終予選 1回戦】                           | 2005年8月13日  |
| ×    | ボブ・サップ                   | 3R終了 判定0-3                        | K-1 WORLD GP 2005 in HIROSHIMA 【JAPAN GP 決勝】                                   | 2005年6月14日  |
| ○    | 藤本祐介                       | 1R 2:39 KO（右ハイキック）            | K-1 WORLD GP 2005 in HIROSHIMA 【JAPAN GP 準決勝】                                 | 2005年6月14日  |
| ○    | 天田ヒロミ                     | 延長R終了 判定2-1                     | K-1 WORLD GP 2005 in HIROSHIMA 【JAPAN GP 1回戦】                                  | 2005年6月14日  |
| ○    | カン・ミンキ                   | 1R 1:21 KO（2ノックダウン：左膝蹴り） | K-1 WORLD GP 2005 in SEOUL 【リザーブファイト】                                    | 2005年3月19日  |
| ×    | ネイサン"カーネッジ"コーベット | 3R終了 判定                           | XPLOSION SUPER FIGHT 2004 〜K-1 CHALLENGE〜                                        | 2004年12月18日 |
| ×    | 天田ヒロミ                     | 3R 0:58 KO（右ストレート）            | K-1 BEAST 2004 in SHIZUOKA 【JAPAN GP 準決勝】                                     | 2004年6月26日  |
| ○    | マイク・ベルナルド             | 1R 1:09 KO（左ハイキック）            | K-1 BEAST 2004 in SHIZUOKA 【JAPAN GP 1回戦】                                      | 2004年6月26日  |
| ×    | ケリー・レオ                   | 3R終了 判定0-3                        | K-1 WORLD GP 2004 in LAS VEGAS 【世界予選A 1回戦】                                 | 2004年4月30日  |
| ○    | ピーター・ボンドラチェック     | 3R終了 判定3-0                        | K-1 BEAST 2004 〜新潟初上陸〜                                                      | 2004年3月14日  |
| ×    | 堀啓                           | 3R終了 判定0-2                        | K-1 SURVIVAL 2003 【JAPAN GP 1回戦】                                               | 2003年9月21日  |
| ×    | レイ・セフォー                 | 5R 2:15 TKO（タオル投入）             | K-1 WORLD GP 2003 in FUKUOKA                                                       | 2003年7月13日  |
| ○    | 青柳雅英                       | 延長R終了 判定3-0                     | K-1 BEAST II 2003 【K-1 JAPAN GP 2003 出場決定戦】                                 | 2003年6月29日  |
| ○    | チャド・バノン                 | 3R終了 判定3-0                        | K-1 BEAST 2003 〜山形初上陸〜                                                      | 2003年4月6日   |
| ×    | 武蔵                           | 3R終了 判定0-3                        | K-1 ANDY SPIRITS 2002 〜JAPAN GP 決勝戦〜 【JAPAN GP 準決勝】                      | 2002年9月22日  |
| ○    | ノブ・ハヤシ                   | 延長R終了 判定3-0                     | K-1 ANDY SPIRITS 2002 〜JAPAN GP 決勝戦〜 【JAPAN GP 1回戦】                       | 2002年9月22日  |
| ○    | グレート草津                   | 延長2R終了 判定3-0                    | K-1 SURVIVAL 2002 〜富山初上陸〜 【K-1 JAPAN GP 2002 代表決定戦】                  | 2002年6月2日   |
| ×    | シリル・アビディ               | 4R 2:30 TKO（レフェリーストップ）     | K-1 WORLD GP 2001 in FUKUOKA                                                       | 2001年10月8日  |
| ×    | ノブ・ハヤシ                   | 3R 2:55 KO（右フック）                | K-1 ANDY MEMORIAL 2001 〜JAPAN GP 決勝戦〜 【JAPAN GP 準々決勝】                   | 2001年8月19日  |
| ○    | 柳澤龍志                       | 延長R終了時 TKO（タオル投入）         | K-1 SURVIVAL 2001 〜JAPAN GP 開幕戦〜 【JAPAN GP 1回戦】                           | 2001年6月24日  |
| ○    | モハメド・アリ                 | 2R 1:50 KO                            | K-1 BURNING 2001 〜火の国熊本初上陸〜                                              | 2001年4月15日  |
| ×    | ミルコ・クロコップ             | 2R 2:55 KO（左ハイキック）            | K-1 RISING 2001 〜四国初上陸〜                                                     | 2001年1月30日  |
| ×    | ロイド・ヴァン・ダム           | 2R 2:07 KO（右ストレート）            | K-1 WORLD GP 2000 in NAGOYA 【1回戦】                                              | 2000年7月30日  |
| ×    | 武蔵                           | 3R終了 判定0-3                        | K-1 SURVIVAL 2000 【JAPAN GP 1回戦】                                               | 2000年5月28日  |
| ○    | 安部康博                       | 3R 2:47 KO                            | ニュージャパンキックボクシング連盟 「Millennium Wars 1」                           | 2000年1月29日  |
| ○    | 中西陽介                       | 2R 1:50 KO                            | MA日本キック 「TORNADO WARNING 〜トルネード襲来!!〜」                              | 1999年12月24日 |
| ○    | 鈴木充                         | 1R 2:50 KO                            | 全日本キックボクシング連盟 「WAVE-XIII」                                           | 1999年11月22日 |

## 主な獲得タイトル
- K-1 JAPAN GP 2005 準優勝